# Antonio Pallavicini Gentili
Antonio Pallavicini Gentili, italijanski rimskokatoliški duhovnik, škof in kardinal, * 1441, Genova, Italija, † 10. september 1507, Orense, Španija.

## Življenjepis
Leta 1484 je postal škof Ventimiglie, kar je opravljal do leta 1486, ko je postal škof Orensa.
9. marca 1489 je bil povzdignjen v kardinala.